# Filatelie

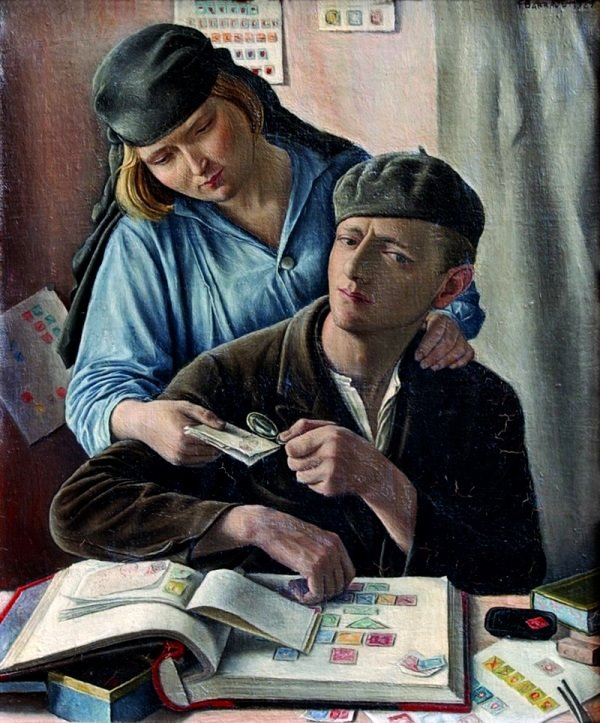
Francois Barraud, De filatelist, 1929.

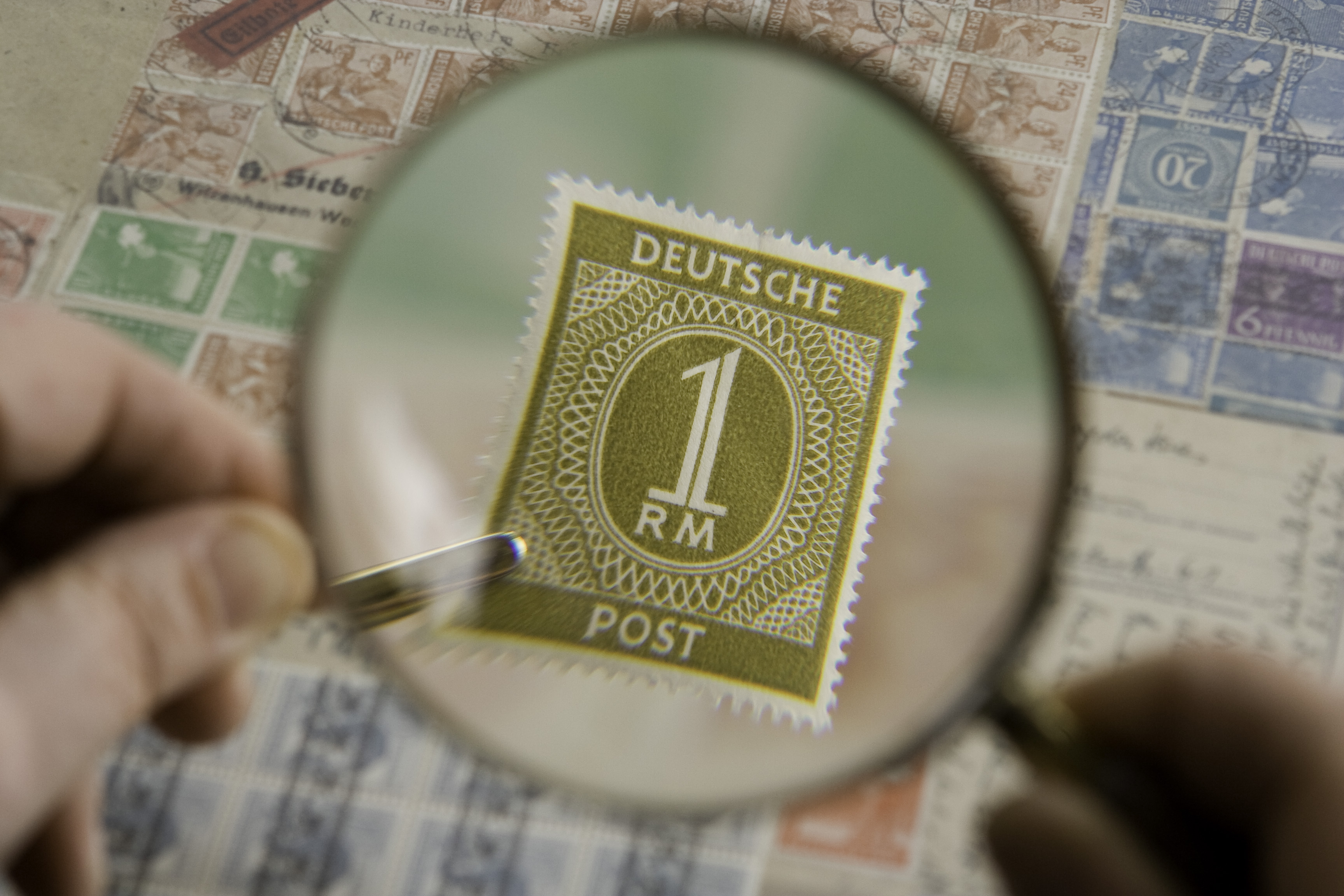
Studie van een Duitse postzegel uit 1946 onder een vergrootglas.

Filatelie is de liefhebberij voor het verzamelen van postzegels, en in een ruimere omschrijving het verzamelen van poststukken. Een postzegelverzamelaar wordt een filatelist genoemd.

## Etymologie
De term filatelie ontstond in de 19e eeuw, niet toevallig in dezelfde periode als degene die de doorbraak betekende van de postzegel. Het woord is een samentrekking van de Griekse woorden phileon (φιλεων) en ateleia (ατηλεια), die respectievelijk "houden van" en "vrij van belasting" betekenen.
Dit laatste valt te begrijpen door te kijken naar de uitvinding van de postzegel. De Brit Rowland Hill bedacht immers in 1837 een postsysteem dat niet de ontvanger maar de afzender van een brief de kosten liet betalen. Om te bewijzen dat hij had betaald, moest de afzender op het postkantoor een bewijs van betaling kopen. Dit bewijs van betaling is wat we nu kennen als een postzegel. Als die postzegel op een brief was geplakt, was men "vrij van belasting".
De term filatelie, vroeger ook als philatelie geschreven, werd voor het eerst in 1864 voorgesteld door de Franse postzegelverzamelaar Georges Herpin in het postzegeldagblad Le Collectionneur de timbres-poste. Voordien gebruikte men veeleer het woord timbrologie, naar het Franse woord timbre. De term filatelie zou echter uitgroeien tot de meest gangbare, omdat het door zijn Griekse oorsprong gemakkelijker te hanteren bleek in andere talen. Het woord timbrologie overleefde evenwel, al zij het in mindere mate. Tot op heden verschijnt bijvoorbeeld in Frankrijk het maandelijkse vakblad L'Écho de la timbrologie, waarvan het eerste nummer reeds verscheen in 1887, uitgebracht door Edmond Frémy.

## Reikwijdte van de filatelie

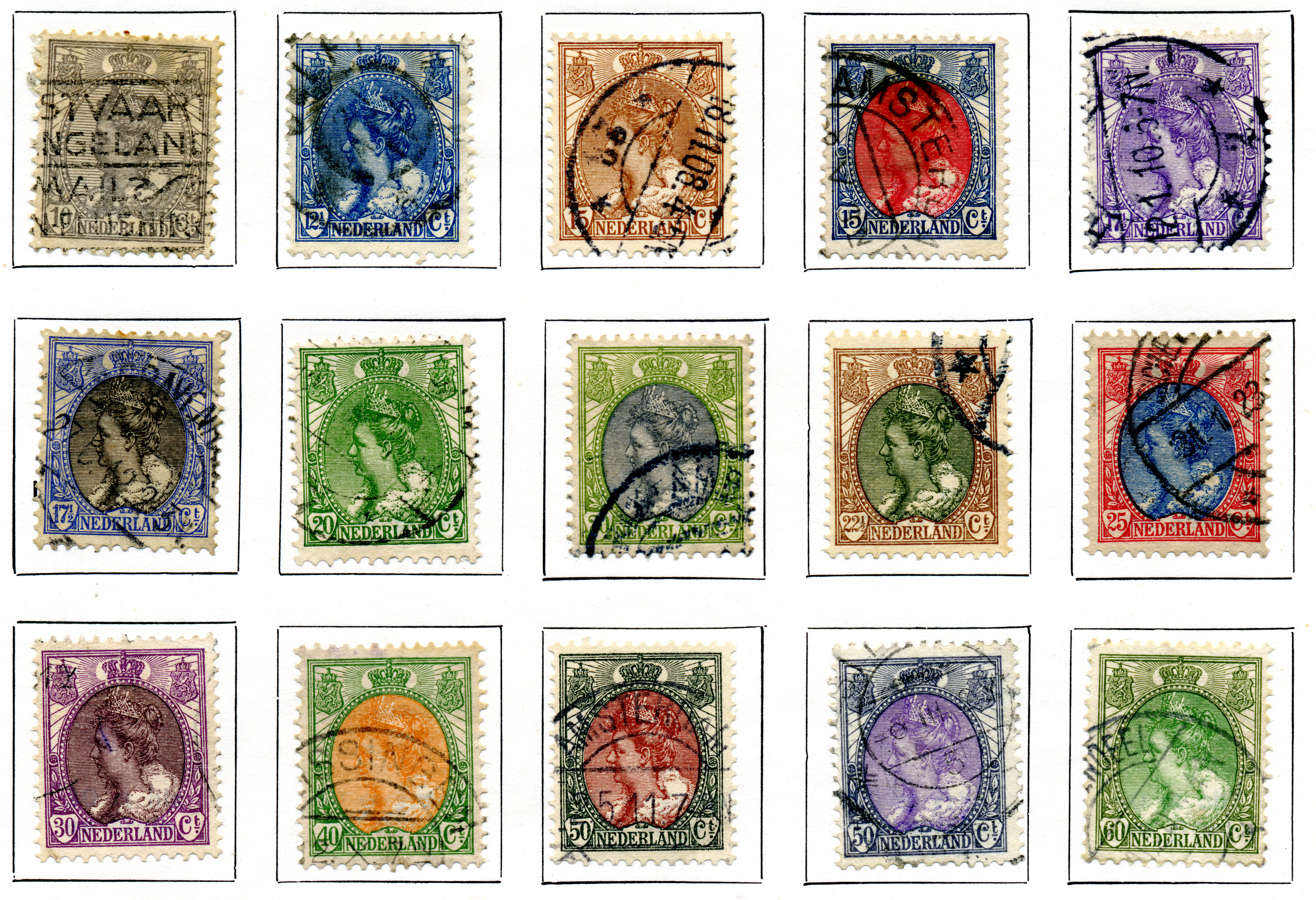
Verzameling met als thema Koningin Wilhelmina.

Postzegelverzamelingen (ook wel postzegelcollectie genoemd) worden meestal opgebouwd op land (klassieke filatelie), maar vaak ook op thema (thematische filatelie), bijvoorbeeld ruimtevaart, bloemen, componisten, de dag van de postzegel of de Olympische Spelen. In sommige landen worden speciaal voor de verzamelaars grote aantallen postzegels gedrukt. De grootste postzegelverzameling ter wereld bevindt zich in het British Museum in Londen. Ook het Museum voor Communicatie in Den Haag heeft een grote verzameling, met onder andere een exemplaar van een van de meest zeldzame postzegels ter wereld, de Blauwe Mauritius.
Filatelie is meer dan enkel postzegels verzamelen. Ook het verzamelen van andere elementen die met het verzenden van post te maken hebben, behoren bij de filatelie. Het gaat dan bijvoorbeeld om afstempelingen, postzegelboekjes, automaatzegels, dienstzegels enzovoorts. Ook het verzamelen van eerstedagenveloppen is een veelgeziene liefhebberij. Een specialisatie in de filatelie is de eofilatelie, die zich bezighoudt met post uit de tijd dat er nog geen postzegels waren.
Een zeer strikte opvatting van filatelie is dat deze zich bezighoudt met de studie van bovengenoemde elementen, en niet zozeer met het verzamelen ervan. Sommige filatelisten zijn van mening dat er pas van filatelie mag worden gesproken als er 'wetenschappelijk' wordt verzameld ("de filatelie begint waar de catalogus ophoudt"), maar de gangbare praktijk is dat iedereen die postzegels verzamelt, zich filatelist noemt.

## Internationaal
In 1926 stichtten de nationale filatelistische federaties van zeven landen de Fédération Internationale de Philatélie (FIP), ofwel de Internationale Federatie van de Filatelie. De stichtende landen waren België, Duitsland, Frankrijk, Nederland, Oostenrijk, Tsjechoslowakije en Zwitserland. Vandaag de dag zijn 95 landen en drie continentale federaties lid van deze internationale organisatie.Samen met de Wereldpostunie richtte de FIP in 1990 de World Association for the Development of Philately (WADP) op. Overigens werd op 25 november 1991 tijdens het FIP-congres te Tokyo ook het verzamelen van belastingzegels als volwaardig verzamelgebied binnen de filatelie erkend. Hierdoor werd het, na opstelling van een aangepast reglement, mogelijk om nationaal en internationaal aan postzegeltentoonstellingen deel te nemen. De reikwijdte van de filatelie werd met deze erkenning dus nog verder vergroot. Vermeldenswaardig is nog dat in Nederland op 12 maart 1994 de Nederlandse Vereniging voor Fiscale Filatelie (N.V.F.F.) is opgericht. Deze vereniging heeft als doelstelling het bevorderen van de belangstelling voor en het verzamelen van fiscale zegels en/of documenten met fiscale achtergrond. De vereniging tracht dit doel te bereiken door middel van ledenbijeenkomsten, het doen verschijnen van publicaties (waaronder een periodiek) en het organiseren van presentaties op beurzen of tentoonstellingen.

## Postzegelcatalogi
In de wereld worden ook verschillende postzegelcatalogi uitgegeven, die meestal per land zijn opgesteld en die gebruikt worden in de filatelie.
Catalogi die de hele wereld omvatten zijn met name de Duitse Michel-catalogus, de Franse Yvert et Tellier, de Engelse Stanley Gibbons en de Amerikaanse Scott-catalogus.
Voorbeelden van landencatalogi zijn de NVPH-catalogus (Nederland) en de Officiële Belgische Postzegelcatalogus (OBP) (België en zijn voormalige koloniën). De OBP wordt sinds 1957 uitgegeven door de Belgische Beroepskamer van Postzegelhandelaren (BBKPH).
Andere catalogi zijn Austria Netto Katalog (Oostenrijk), Cérès (Frankrijk), Dallay (Frankrijk),  Darnell (Canada), Domfil (Spanje), Facit (Zweden), Zumstein (Zwitserland).
Ook zijn er uitgevers die zich concentreren op verzamelalbums en themaboeken over filatelie, zoals de Nederlandse uitgeverijen DAVO en Importa.

## Tijdschriften

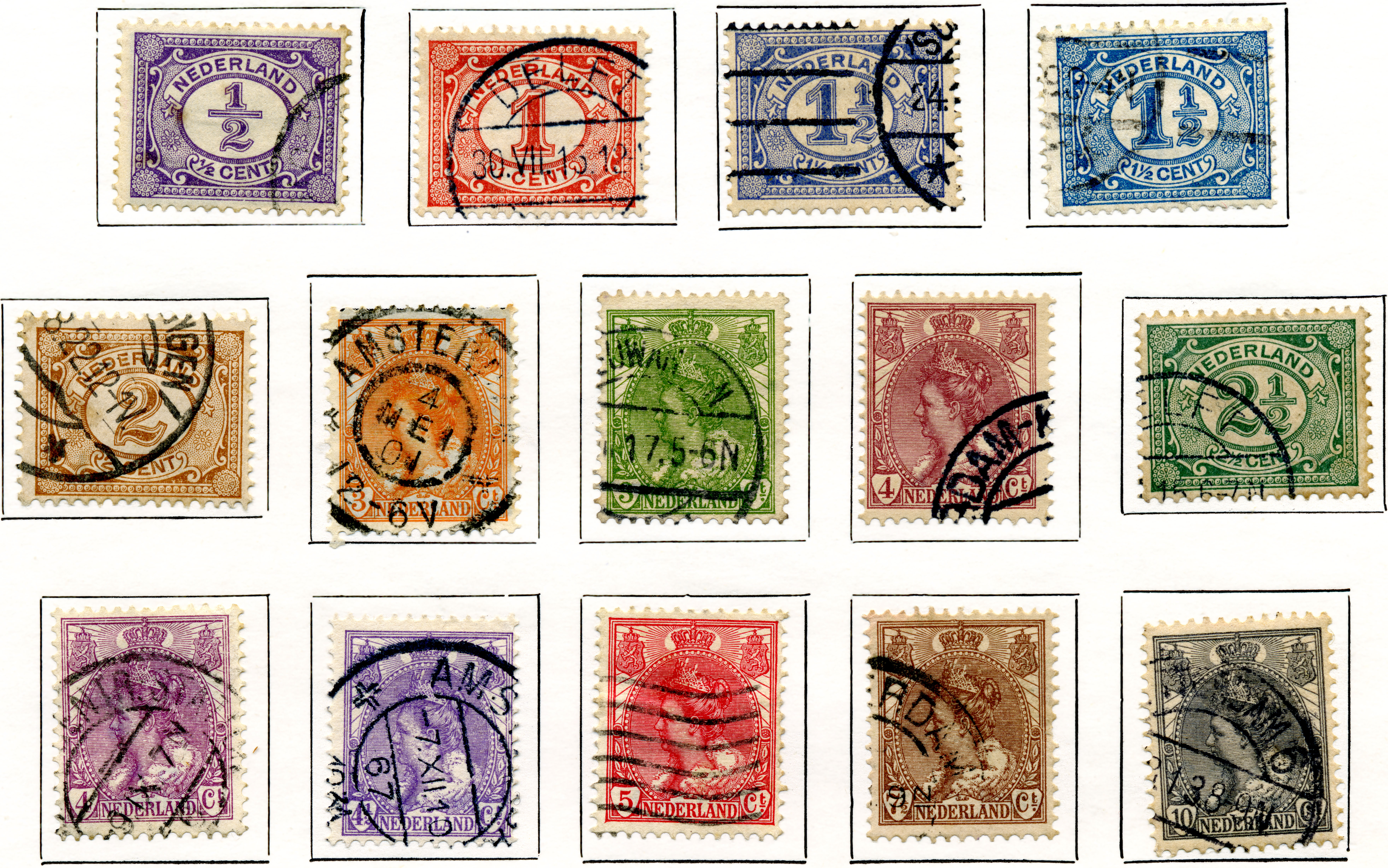
Verzameling Nederlandse postzegels.

"Filatelie" is ook de naam van een Nederlands filatelistisch tijdschrift. Het blad werd in 1922 voor het eerst uitgegeven onder de naam Nederlandsch Maandblad voor Philatelie. Het had in 2006 ongeveer 33.000 abonnees.
Voor de thematische filatelie wordt door de Nederlandse Vereniging voor Thematische Filatelie vijf keer per jaar het blad THEMA uitgegeven.
In België is er een filatelieclub voor kinderen: StamPilou, genoemd naar de stripreeks De onvrijwillige avonturen van Stam & Pilou.

## Postzegelbeurs
Een postzegelbeurs is een bijeenkomst waar filatelisten postzegels en verwante verzamelobjecten kopen, verkopen, ruilen of tentoonstellen. Het is een plek voor het uitbreiden van collecties, het delen van kennis en het ontmoeten van andere verzamelaars. Deze beurzen verbinden hobbyisten met professionele handelaren en dragen bij aan het behoud van de filatelie. Ze stimuleren passie, sociale interactie en de continuïteit van een cultuurhistorisch waardevolle traditie.

## Postzegeltentoonstelling
Een postzegeltentoonstelling is een evenement waar filatelisten hun verzamelingen tonen aan het publiek. Sinds de 19e eeuw maken zulke tentoonstellingen deel uit van de internationale filatelistische cultuur. Ze hebben niet alleen een tentoonstellende functie, maar vervullen ook een educatieve en sociale rol. De thema’s van de verzamelingen zijn zeer divers en kunnen bijvoorbeeld flora, oorlogspost of kunst omvatten. Hierdoor spreken de tentoonstellingen ook niet-verzamelaars aan en slaan ze een brug naar andere vakgebieden zoals geschiedenis en grafisch ontwerp.